# Howdenia columbiana
Howdenia columbiana är en skalbaggsart som först beskrevs av Wittmer 1963.  Howdenia columbiana ingår i släktet Howdenia och familjen Phengodidae. Inga underarter finns listade i Catalogue of Life.